# Кольцово (станция)
Кольцо́во — железнодорожная станция в Екатеринбурге. Расположена на линии Екатеринбург — Каменск-Уральский. Входит в Екатеринбургский центр организации работы железнодорожных станций ДЦС-2 Свердловской дирекции управления движением. По характеру работы является грузовой, по объёму работы отнесена к 1 классу.

## Инфраструктура
Станция находится в Октябрьском административном районе Екатеринбурга в микрорайоне Кольцово вблизи конечной остановки городских автобусов на развилке улицы Бахчиванджи и Арамильского тракта. С противоположной от остановки автобусов стороны станции имеется двухэтажное административное здание (вокзал), в правом крыле которого, на первом этаже находятся билетные кассы и небольшой зал ожидания. Пассажирские платформы — низкие. Одна боковая — у 1 пути (5-го станционного), ближайшего к зданию вокзала, вторая — островная, между 3 и 4 путями (I и II — главными). У 6-го станционного пути, со стороны остановки автобусов расположена высокая грузовая платформа. Для прохода к платформам и зданию вокзала имеется переходной мост.
В нечётной горловине от станции отходит электрифицированный путь протяжённостью около 2 км, ведущий к тупиковой платформе Аэропорт Кольцово, расположенной у одноимённого аэропорта. Путь и платформа находятся в границах станции Кольцово, сооружены в 2008 году для движения аэроэкспрессов в аэропорт Кольцово.
К станции примыкает разветвлённая сеть подъездных путей необщего пользования СППЖТ № 2 АО «Уралпромжелдортранс» (обслуживающего промзоны Кольцово, Химмаша, посёлка Большой Исток), а также подъездные пути: ЗАО "Газпромнефть-Аэро", АО " СиАйТи терминал", ООО "Стокинг".

## Пассажирское движение
На станции останавливаются электропоезда, следующие из Екатеринбурга на Каменск-Уральский (в том числе скоростной электропоезд «Ласточка») и электропоезд повышенной комфортности 852/851 Екатеринбург — Курган, а также 2 пары электропоездов Екатеринбург — Аэропорт Кольцово, курсирующих с остановкой по станции с 2010 года взамен отменённых аэроэкспрессов. С 2021 года курсирование скоростного электропоезда "Ласточка"  7074/7073 назначением Нижний Тагил- Аэропорт Кольцово.